# 25686 Stephoskins
25686 Stephoskins (tên chỉ định: 2000 AF117) là một tiểu hành tinh vành đai chính. Nó được phát hiện bởi dự án Nghiên cứu tiểu hành tinh gần Trái Đất Lincoln ở Socorro, New Mexico, ngày 5 tháng 1 năm 2000. Nó được đặt theo tên Stephanie Page Hoskins, an American high school student whose microbiology project won second place ở the 2009 Giải thưởng Khoa học và Kỹ thuật Intel.